# Elenio Acrone

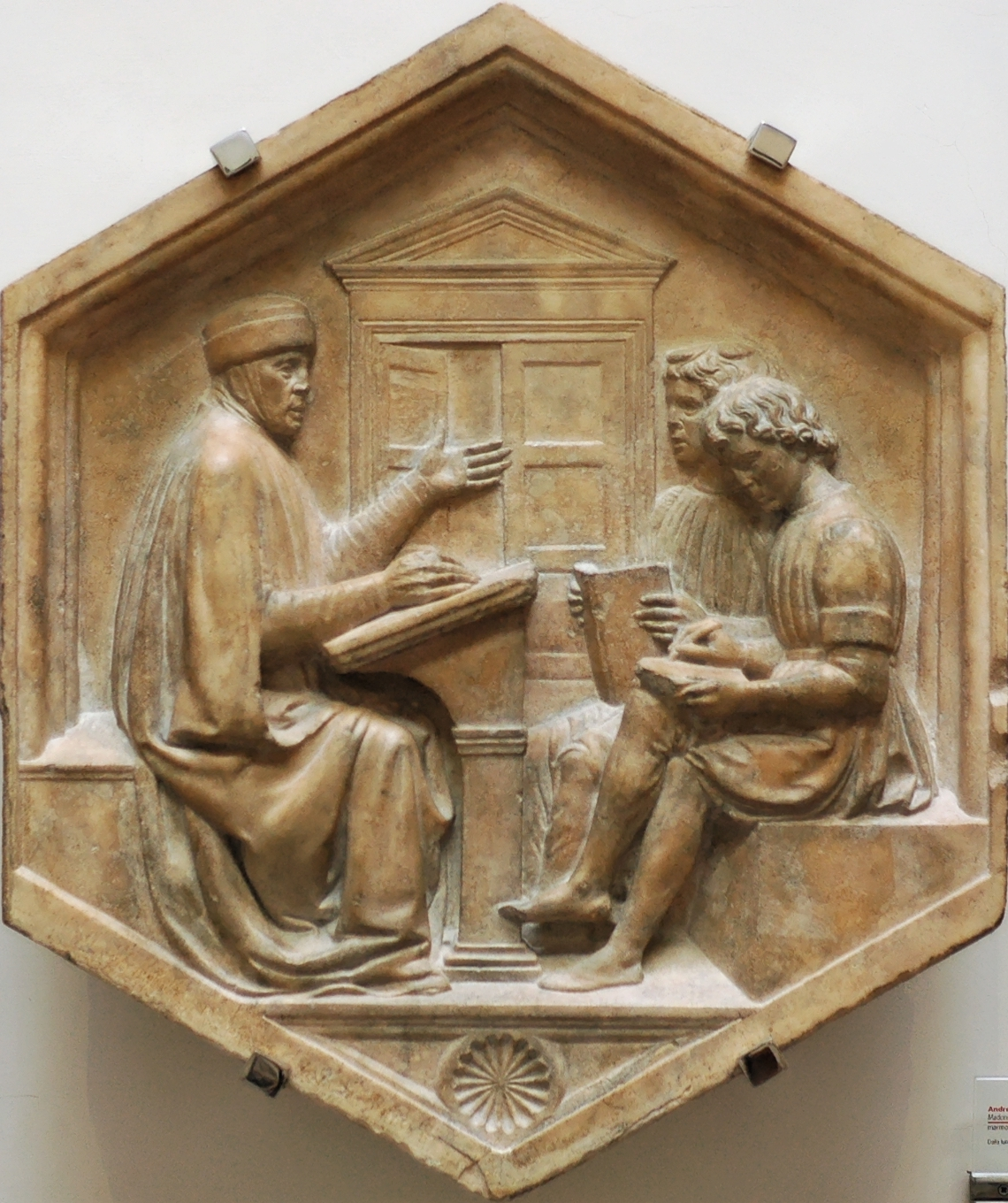
Grammatico e allievo, formella di Luca della Robbia

Elenio Acrone (in latino Helenius Acro; II secolo – III secolo) è stato un grammatico romano.

## Biografia
Contemporaneo di Aulo Gellio, Acrone visse, dunque, probabilmente tra II secolo e III secolo d.C.  e si occupò di poeti "classici" della commedia e della satira, specializzandosi su Terenzio, forse su Persio e, in misura eccellente, su Orazio.

## Opere
Il suo commento parziale a Terenzio (Adelphoe ed Eunuchus) è perduto, ma in parte riutilizzato nella tradizione grammaticale posteriore.
Inoltre, «farebbe pensare a un suo commento a Persio la inscriptio "Acronis commentum super satyras Persii" che nel codice Ambrosiano I, 38, sup. portano quegli scolî al poeta di Volterra i quali sono generalmente detti di Cornuto».
Tracce del suo celebre commento su Orazio si trovano nelle varie recensioni degli scoli, in particolare in Porfirione, che lo utilizza. Tra l'altro, in una biografia del poeta è riportato proprio che il suo fosse il miglior commento oraziano tra quelli disponibili. Tuttavia, gli scoli a Orazio tramandati con il suo nome, sono una rielaborazione posteriore (detta, perciò, "Pseudo-Acrone") di autori medievali..